# Windows Vista
Windows Vista is een versie van Microsoft Windows, een reeks besturingssystemen ontwikkeld door Microsoft voor het gebruik op pc's, voor zowel thuisgebruik als zakelijk gebruik en de opvolger van Windows XP. Windows Vista is net als Windows 2000 en Windows XP gebaseerd op de Windows NT-kernel (kern van het besturingssysteem), en draagt het versienummer Windows NT 6.0. Het was de bedoeling Vista begin 2006 uit te brengen, maar Vista verscheen uiteindelijk op 30 november 2006 voor bedrijven, en op 30 januari 2007 voor consumenten.
Windows Vista is op 22 oktober 2009 opgevolgd door Windows 7.

## Ontwikkeling
Microsoft begon in mei 2001 de ontwikkeling van Windows Vista, onder de codenaam Longhorn, vijf maanden vóór de release van Windows XP. Het was bedoeld om eind 2003 uit te komen, als een kleine stap tussen Windows XP en Windows 7 (tijdelijke namen: Vienna en Blackcomb). Longhorn (Vista) werd telkens uitgesteld, omdat het veel belangrijke nieuwe onderdelen moest bevatten. Dit zou Windows 7 namelijk ook bevatten. Veel van Microsofts medewerkers moesten tegelijkertijd ook aan updates voor Windows XP en Windows Server 2003 werken om de beveiliging beter te maken.
Uiteindelijk werd de oude Longhorn-code, die gebaseerd was op Windows XP-broncode, weggegooid, zoals aangekondigd door Microsoft op 27 augustus 2004. De ontwikkeling van Longhorn begon opnieuw, voortbouwend op de Windows Server 2003 Service Pack 1-codebase. Sommige eerder aangekondigde functies zoals WinFS werden geschrapt of uitgesteld, en een nieuwe software-ontwikkeling-methodiek, genaamd de Security Development Lifecycle, werd in gebruik genomen in een poging om problemen met de veiligheid van de Windows-codebase te verbeteren. In juli 2005 werd Longhorn hernoemd naar Windows Vista en nadat dat was gebeurd startte een bèta-testprogramma, waaraan honderden of misschien zelfs duizenden vrijwilligers en bedrijven meededen.
In september van dat jaar gaf Microsoft de CTP (Community Technology Previews) bètaversies vrij. De meeste functies voor het eindproduct werden nog gebouwd en er waren ook een paar wijzigingen in de gebruikersomgeving doorgevoerd. Dit kwam vooral dankzij tips van bètatesters. Windows Vista werd verwacht qua onderdelen klaar te zijn, toen er een nieuwe versie werd uitgegeven op 22 februari 2006.  Men moest vooral nog de code verbeteren ten behoeve van meer stabiliteit en hogere prestaties, en om te bereiken dat het besturingssysteem gemakkelijker werkte voor de doorsnee gebruiker.
Bèta 2 werd uitgegeven laat in mei; het was de eerste versie die ook werd uitgedeeld aan het grote publiek via het Microsoft Customer Preview Program. Deze versie werd gedownload door 5 miljoen mensen. Twee release candidates (RC's) werden uitgebracht in september en oktober en die waren allebei publiek beschikbaar gemaakt. Microsoft had oorspronkelijk gehoopt dat de consumentenversies van Windows Vista wereldwijd beschikbaar zouden komen rond Kerstmis 2006. Uiteindelijk werd in maart 2006 aangekondigd dat de releasedatum zou worden verschoven naar januari 2007, om de bedrijven die drivers, hardware of/en software ontwikkelden nog tijd te geven. Volgens Microsoft kostte het 6 miljard dollar om Windows Vista te ontwikkelen.

## Geschiedenis
Microsoft heeft Vista lang voor het beschikbaar was aangekondigd en diverse malen uitgesteld. Een overzicht hiervan:
- Augustus 2001: Longhorn wordt aangekondigd als tussenversie in eind 2002. De echte XP-opvolger Blackcomb verschijnt eind 2003.
- Oktober 2002: Longhorn wordt de echte XP-opvolger, is alleen een cliënt-OS en verschijnt in de tweede helft van 2004.
- November 2002: Longhorn verschijnt in 2005.
- April 2003: toch wel en dan weer geen serveruitvoering.
- Oktober 2003: de eerste bèta verschijnt in de tweede helft van 2004, Longhorn wordt eind 2005 uitgebracht.
- Maart 2004: Longhorn verschijnt in 2006.
- April 2004: WinFS wordt sterk in functionaliteit beperkt, Longhorn verschijnt misschien in de tweede helft van 2006.
- Augustus 2004: Avalon en Indigo verschijnen ook los van Longhorn, WinFS ook en verschijnt pas na Longhorn.
- Februari 2005: Longhorn verschijnt in de tweede helft van 2006.
- Juli 2005: Longhorn zal worden uitgebracht onder de naam Vista en gaat in juni 2006 naar de fabrikanten.
- November 2005: tweede bèta wordt uitgesteld naar begin 2006.
- Maart 2006: Vista verschijnt in november 2006, maar dan niet in de consumentenuitvoering, deze verschijnt in januari 2007.
- Juni 2006: Windows Vista Bèta 2 beschikbaar gesteld voor het publiek (bèta 2, build 5384).
- Augustus 2006: Windows Vista pre-release Candidate 1 beschikbaar (pre-RC1, build 5533, 5552).
- September 2006: Windows Vista release Candidate 1 beschikbaar (RC1, build 5600).
- Oktober 2006: Windows Vista release Candidate 2 beschikbaar. (RC2, build 5744).
- 8 november 2006: Windows Vista release to manufacture (RTM, build 6000).
- 30 november 2006: Windows Vista verkrijgbaar voor bedrijven.
- 30 januari 2007: Windows Vista verkrijgbaar in de winkel.
- 31 januari 2007: op aandringen van de Europese Commissie kondigt Microsoft aan nog in 2007 een Europese Service Pack uit te brengen.[3]
- 7 september 2007: Silverlight komt uit.
- 12 december 2007: Vista SP1 Release Candidate (RC, SP1 build 6001).
- 16 april 2008:[4] Windows Vista SP1 (codenaam Fiji).
- 28 april 2009: Windows Vista SP2.
- 13 april 2010: Windows Vista RTM (dus zonder Service Pack) wordt niet meer ondersteund door Microsoft.
- April 2012: Windows Vista komt (net als Windows XP) in de Extended Support, wat inhoudt dat er alleen nog maar beveiligingsupdates verschijnen.
- 11 april 2017: einde van ondersteuning voor Windows Vista, wat inhoudt dat Vista geen beveiligingsupdates meer krijgt.

## Nieuwe of verbeterde functies
De veranderingen in Windows Vista zijn onder andere een meer geavanceerde interface, een volgens Microsoft betere stabiliteit, een nieuwe multimedia-API DirectX 10, de kernel is op verschillende punten bijgewerkt, een betere beveiliging tegen het uitbuiten van bugs, virussen en andere malware en een aantal andere vernieuwingen die dieper liggen in het systeem dan voor een gemiddelde gebruiker zichtbaar is. Ondanks plannen om WinFS op te nemen, is dit geen onderdeel van de eerste versie van Vista.
Enkele van de nieuwe technieken in Windows Vista zijn:
- ReadyBoost
- SuperFetch

### Functies eindgebruiker
- Windows Aero: De nieuwe op hardware gebaseerde GUI Aero, waarvan Jim Allchin heeft gezegd dat het een afkorting is van Authentic, Energetic, Reflective, and Open. De nieuwe interface is meer esthetisch dan die vorige versie van Windows, met inbegrip van transparantie, liveminiaturen, livepictogrammen, animaties, en eye candy.
- Windows Shell: De nieuwe Windows-shell verschilt van Windows XP door een nieuwe reeks van organisatie-, navigatie- en zoekmogelijkheden. De menubalk van Windows Verkenner is verwijderd, de relevante taakopties zijn geïntegreerd in de werkbalk. De adresbalk is vervangen door een broodkruimelnavigatiesysteem. Het voorbeeldpaneel stelt gebruikers in staat miniaturen te zien van verschillende bestanden en de inhoud van de documenten. De detailspaneel toont informatie, zoals de grootte van het bestand en het type. Het Start-menu is veranderd. Het woord "Start" zelf is veranderd in het voordeel van een blauw Windows Orb (ook wel Pearl genoemd).
- Instant Search (ook bekend als zoeken terwijl je typt): Windows Vista biedt een nieuwe manier van zoeken, die aanzienlijk sneller en meer inhoudgebaseerd zoekt dan in de vorige versies van Windows.
- Windows Sidebar: Een transparant paneel verankerd aan de zijkant van het scherm waar een gebruiker Desktop-gadgets kan plaatsen, dat zijn kleine applicaties ontworpen voor gespecialiseerde doeleinden (zoals het weergeven van het weer of RSS-feeds). Gadgets kunnen ook geplaatst worden op andere delen van het bureaublad.
- Windows Internet Explorer 7: Nieuwe gebruikersinterface, getabd browsen, RSS, een zoekvak, verbeterde afdrukken, paginazoomniveau wijzigen, snelle tabbladen (miniaturen van alle geopende tabbladen), anti-phishingfilter, ondersteuning voor Internationalized Domain Names (IDN), en een verbeterde ondersteuning voor web-standaarden. IE7 in Windows Vista loopt los van andere applicaties in het besturingssysteem (beveiligde modus); exploits en kwaadaardige software kunnen beperkt schrijven naar een locatie buiten Temporary Internet Files (tijdelijke internet bestanden) zonder expliciete toestemming van de gebruiker.
- Windows Media Player 11: een grote facelift van Microsoft-programma's voor het afspelen en het organiseren van muziek en video. Nieuwe functies in deze versie zijn een nieuwe GUI voor de mediabibliotheek, fotodisplay en -organisatie, de mogelijkheid voor het delen van muziekbibliotheken via een netwerk met andere Vistasystemen, Xbox 360, en ondersteuning voor andere Media Center Extenders.
- Back-upcentrum: Bevat een back-up- en restore-applicatie en geeft gebruikers de mogelijkheid periodieke back-ups te maken van bestanden op hun computer, evenals het herstel van eerdere back-ups. Ook een functie Complete PC Back-up (alleen beschikbaar in Ultimate-, Business- en Enterprise-versie), die steunt op een imagebestand op een harde schijf of dvd. Een compleet pc-herstel kan worden gestart vanuit Windows Vista, of uit de Windows Vista-installatie-cd in het geval dat de pc zo beschadigd is dat hij niet normaal opstart van de harde schijf.
- Windows Mail: een vervanging voor Outlook Express met een nieuw e-mailprogramma, toegevoegde functies en betere stabiliteit.
- Windows Kalender: Een nieuw kalender- en taakprogramma.
- Windows Fotogalerij: een managementapplicatie voor een foto- en filmbibliotheek. WPG kan mediabestanden importeren uit digitale camera's, labelen en individuele objecten beoordelen, de kleuren en de belichting aanpassen, en diavoorstellingen geven (met de pan- en fade-effecten) en branden op dvd.
- Windows DVD Maker: Een toevoeging voor Windows Movie Maker, die de mogelijkheid biedt video-dvd's te maken. Gebruikers kunnen een dvd ontwerpen met titel, menu, video, soundtrack, pan-en zoom-motion-effecten op de foto's of dia's.
- Windows Media Center: was eerst een onderdeel van Windows XP Media Center Edition, maar is nu vernieuwd en verwerkt in de Home Premium- en Ultimate-edities van Vista.
- Games en Games Explorer: spellen meegeleverd bij Vista hebben een eigen showcase. Nieuwe spellen zijn Chess Titans, Mahjong Titans en Purble Place.
- Windows Mobiliteitscentrum: Een bedieningspaneel dat de meest relevante informatie centraliseert in verband met een mobiele computer (helderheid, geluid, batterijniveau / energieschema wijzigen, draadloos netwerk, schermoriëntatie, presentatie-instellingen enz.).
- Windows Meeting Space: vervangt NetMeeting. Gebruikers kunnen toepassingen delen (of hun hele bureaublad) met andere gebruikers op het lokale netwerk of via het internet met behulp van peer-to-peer-technologie.
- Schaduwkopie: maakt automatisch dagelijkse back-ups van bestanden en mappen. Gebruikers kunnen ook zelf een "schaduwkopie" maken. Deze functie is alleen beschikbaar in de Business-, Enterprise- en Ultimate-edities van Windows Vista en komt van Windows Server 2003.
- Windows Update: software- en beveiligingsupdates zijn vereenvoudigd, nu alleen via een bedieningspaneel in plaats van als een webapplicatie.
- Ouderlijk toezicht: Hiermee kunnen beheerders bepalen welke websites, programma's en games elke standaardgebruiker kan gebruiken en installeren. Deze functie is niet opgenomen in de Business- en Enterprise-edities van Vista.
- Windows SideShow: activeert de displays op nieuwere laptops of op Windows Mobile devices. Het is bedoeld om te worden gebruikt voor gadgets terwijl de computer is in- of uitgeschakeld.
- Spraakherkenning: Alhoewel deze functie is geïntegreerd in Vista, is er geen spraakherkenning voor de Nederlandse taal. Voor de Engelse en andere talen werkt het wel en heeft het een vernieuwde gebruikersinterface en configureerbaar command-and-control-commando. In tegenstelling tot de Office 2003-versie, die alleen werkt in Office en WordPad, werkt Speech Recognition in Windows Vista voor iedere toegankelijke toepassing.
- Nieuwe lettertypes ontworpen voor lezen op het scherm, en verbeterde vreemde lettertypen. ClearType is ook verbeterd en standaard ingeschakeld.
- Hulpprogramma's voor en informatie over prestaties: een applicatie om de prestaties van de computer te tonen en verbeteren. Er wordt gekeken naar:

| Onderdeel                  | Onderdeel dat wordt getoond                    |
| -------------------------- | ---------------------------------------------- |
| processor                  | berekeningen per seconde                       |
| RAM                        | geheugenbewerkingen per seconde                |
| Grafisch                   | prestaties voor Windows Aero                   |
| Grafische weergave spellen | prestatie voor zakelijke toepassingen en games |
| Vaste schijf               | overdrachtsnelheid van schijfgegevens          |

## Onderdelen
Windows Vista zou oorspronkelijk gebouwd worden op drie nieuwe fundamenten (oorspronkelijk WinFX genaamd):
1. Windows Presentation Foundation of WPF (codenaam Avalon) voor het grafisch systeem;
2. Windows Communication Foundation of WCF (codenaam Indigo) voor de communicatie en internetapplicaties;
3. WinFS voor de vernieuwde bestandsindeling voor de harde schijf, die de computer in staat zou stellen sneller dan nu bestanden op te zoeken.

Microsoft heeft later besloten WPF en WCF niet exclusief deel te laten uitmaken van Windows Vista, maar deze zullen ook voor gebruikers van Windows XP Service Pack 2 en Windows Server 2003 gratis van de website van Microsoft te downloaden zijn. Om de onduidelijkheid op te lossen die was ontstaan over de relatie tussen het Microsoft .NET Framework en WinFX, heeft Microsoft besloten de naam WinFX niet meer te gebruiken. Alles wat in WinFX zat, komt nu mee in de release van het Microsoft .NET Framework 3.0 dat dus ook voor de eerdergenoemde Windows-versies te downloaden zal zijn.

### Windows Presentation Foundation
WPF is niet een nieuwe look-and-feel voor Windows, dat is Aero namelijk, maar de onderlaag in Windows die ervoor zorgt dat beelden op het scherm komen. Op dit moment communiceert software via API's (Application Programming Interfaces) met het besturingssysteem over wat er op het scherm moet komen. Het besturingssysteem zet dit vervolgens op het scherm via GDI (Graphical Device Interface) en GDI+. Deze grafische sublaag wordt vervangen door WPF.

### Windows Communication Foundation
WCF is een basislaag die ontwikkelaars van software kunnen aanroepen voor de communicatie tussen programma's onderling en voor communicatie van een programma met websites of -services. Deze technologie is er volledig op gericht de ontwikkeling van applicaties die via webservices communiceren eenvoudiger te maken.

### Windows Future Storage
WinFS, voluit Windows Future Storage, is een dataopslag- en -managementsysteem gebaseerd op relationele databases en kan beschouwd worden als de opvolger van NTFS. Het bestandssysteem zag het levenslicht in 2003, maar het project werd geannuleerd in 2006.

### Windows Aero
Windows Vista wordt geleverd met een geheel nieuw uiterlijk en gebruikersinterface, Aero genaamd. Deze nieuwe GUI (Graphical User Interface) maakt gebruik van allerlei nieuwe technieken die de afgelopen jaren beschikbaar zijn gekomen. Om deze nieuwe GUI te kunnen gebruiken zal een videokaart met volledige ondersteuning voor DirectX 9 nodig zijn. In dat geval zal een gebruiker Aero Glass voorgeschoteld krijgen. In het geval dat niet de juiste hardware aanwezig is, of als de gebruiker daarvoor kiest, is het ook mogelijk een eenvoudigere en minder zware look-and-feel te kiezen, te weten Windows Vista Basic, of Windows Classic. Overigens is Aero enkel in de duurdere versies van Windows Vista gestoken; Vista Home Basic-gebruikers kunnen bijvoorbeeld geen gebruik maken van Aero.

## Versies
Windows Vista kwam uit in zes verschillende versies. Alle versies kwamen bovendien uit in een 32 bit- en een 64 bitversie, behalve Windows Vista Starter.
| Versie                                                                                 | Kenmerken |
| -------------------------------------------------------------------------------------- | --- |
| Windows Vista Starter                                                                  | Goedkope versie voor ontwikkelingslanden. Kan maar 3 programma's tegelijk draaien, en heeft ook andere beperkingen. Zie Microsoft Windows XP Starter Edition.                                         |
| Windows Vista Home Basic Windows Vista Home Basic N (*) Windows Vista Home Basic K (*) | Simpele versie voor thuisgebruik, geen Windows Aero en een aantal andere beperkingen (cd's kunnen enkel geschreven worden op 4x, max. 5 gebruikers hebben tegelijk toegang tot een gedeelde map ... ) |
| Windows Vista Home Premium                                                             | Gevorderde versie voor thuisgebruik, met Windows Aero en hdtv-ondersteuning Vergelijkbaar met Windows XP Media Center Edition                                                                         |
| Windows Vista Business Windows Vista Business N (*) Windows Vista Business K (*)       | Deze editie is het best geschikt voor bedrijven |
| Windows Vista Enterprise                                                               | Uitgebreider dan Vista Business, met meertalenondersteuning en BitLocker |
| Windows Vista Ultimate                                                                 | Dezelfde mogelijkheden als Enterprise en Home Premium samen, plus Ultimate Extras |

(*) Voor de Europese en Zuid-Koreaanse markt brengt Microsoft ook versies op de markt waarbij geen software voor het afspelen van mediabestanden wordt meegeleverd, de zogenaamde N- en K-edities.
Microsoft verwachtte dat Vista Home Premium het standaardproduct zou worden voor consumenten, met mogelijkheden om dvd-materiaal te bewerken en hdtv op te nemen en te bekijken. Vista Ultimate was het totaalpakket van Windows Vista. Met de Basic-versie was minder mogelijk op het gebied van multimediatoepassingen.
De servereditie in de Windows Vista-reeks (de opvolger van Windows Server 2003) heet Windows Server 2008.
Alle retail-versies, dus niet de OEM-versies, werden op één enkele dvd gezet, wat betekent dat er voor een upgrade geen andere dvd hoefde te worden aangeschaft. Dit heeft als voordeel dat er makkelijker overgestapt kan worden op een andere editie van Vista.
Op alle installatie-dvd's van Vista staat dus hetzelfde, en afhankelijk van het serienummer dat wordt ingevoerd, wordt het bijhorende systeem geïnstalleerd.

### Upgraden

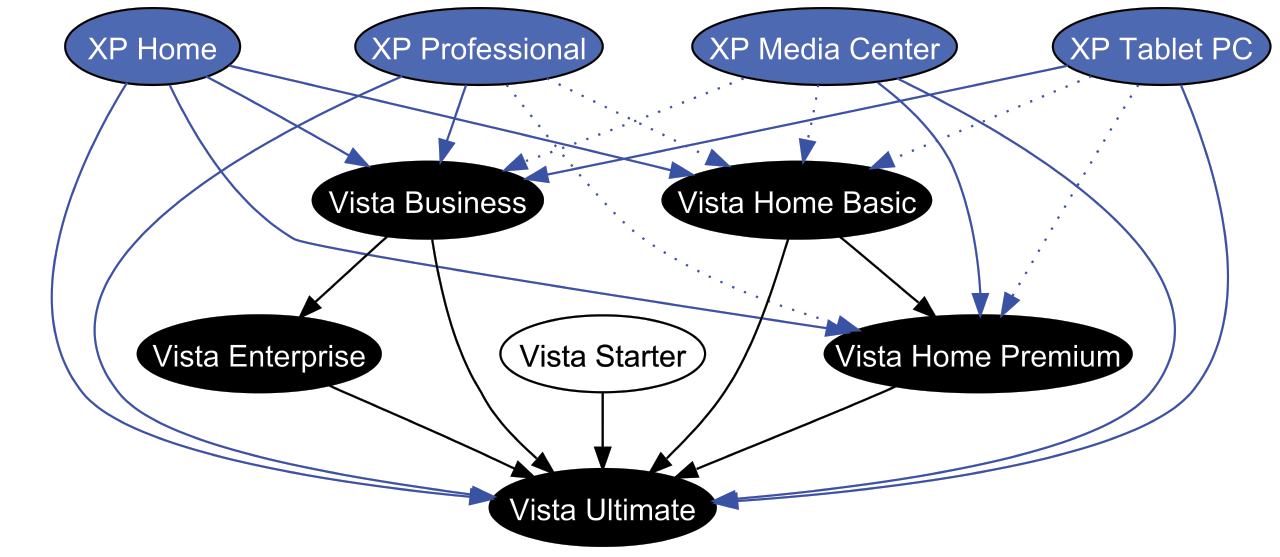
Opwaarderingsmogelijkheden vanaf Windows XP en tussen verschillende Vista-versies. Stippellijnen geven aan dat een "schone installatie" nodig is.

### Service Pack 1
Op 16 april 2008 kwam de Nederlandse versie van Service Pack 1 (SP1) uit.

### Service Pack 2
Service Pack 2 kwam uit op 28 april 2009. Naast een aantal bugfixes werden ook nieuwe mogelijkheden toegevoegd:
- Windows Search 4.0
- Feature Pack for Wireless voegt ondersteuning toe voor Bluetooth 2.1
- Windows Feature Pack for Storage ondersteunt het branden van blu-ray-schijven
- Windows Connect Now (WCN) vereenvoudigt de wifi-configuratie
- Verbeterde ondersteuning voor het hernemen van actieve wifi-verbindingen
- exFAT-Bestandssysteem wordt mogelijk om UTC-timestamps toe te laten
- Ondersteuning voor ICCD/CCID-smartcards
- Ondersteuning voor VIA 64 bit-CPU's
- Verbeterde audio en video voor het streamen in hoge definitie
- Verbeterd energiebeheer, in sommige gevallen tot 10% besparing

Het is noodzakelijk om Service Pack 1 te installeren voordat Service Pack 2 wordt geïnstalleerd. In tegenstelling tot de meeste Service Packs van Microsoft, is Service Pack 2 voor Windows Vista dus niet cumulatief.

## Systeemvereisten
Om Vista te kunnen installeren moet de hardware van een computer aan bepaalde minimale vereisten voldoen. De minimale hardwarevereisten voor Windows Vista zijn hoger dan die voor Windows XP.
|                    | Minimale systeemvereisten | Aanbevolen systeemvereisten                     |
| ------------------ | ------------------------- | ----------------------------------------------- |
| Processor          | 800 MHz                   | 1 GHz                                           |
| RAM-geheugen       | 512 MB                    | 1 GB                                            |
| Grafische kaart    | DirectX 9.0 capable       | DirectX 9.0 capable and WDDM 1.0 driver support |
| Grafische geheugen | 32 MB                     | 128 MB                                          |
| HDD grootte        | 20 GB                     | 40 GB                                           |
| HDD vrije ruimte   | 15 GB                     | 15 GB                                           |
| Andere hardware    | Dvd-rom                   | Dvd-rom                                         |

Pc's die aan deze eisen voldoen, krijgen het label "Windows Vista-capable". Het is niet bekend of deze eisen ook voor toekomstige servicepacks blijven gelden. Bij Windows XP, de voorloper van Windows Vista, hadden servicepacks hogere systeemvereisten.
Let op: een beeldscherm, een toetsenbord, een muis en een netwerkkaart zijn officieel niet nodig, en mogen dus vervangen worden door andere in- en uitvoerapparaten.

### Aero-interface
Wie extra opties zoals de nieuwe Aero-interface wil heeft een zwaardere pc nodig. Onder de naam 'Windows Vista Premium Ready' zijn aanvullende systeemeisen opgesteld waaraan een pc moet voldoen om de extra's te tonen. Pc's die aan deze eisen voldoen krijgen het label "Windows Vista Premium Ready".

### Nader advies
Op de Microsoft-website is de Windows Vista Upgrade Advisor te downloaden, die kan controleren of een pc geschikt is voor Vista.
Op de site van Nvidia kan men ook een soortgelijke test doen om te kijken of de pc van de gebruiker voor Vista geschikt is, waarvan het voordeel is dat er geen download vereist is van deze test. Men kan de test gewoon op de site draaien.

## Sneltoetsen
Voor het nieuwe besturingssysteem zijn er nieuwe sneltoetsen met nieuwe functies:
| Sneltoets      | Betekenis                           |
| -------------- | ----------------------------------- |
| Win            | Startmenu tonen                     |
| Ctrl+Shift+Esc | Taakbeheer tonen                    |
| Alt+Tab        | Flip                                |
| Win+Tab        | Flip 3D                             |
| Ctrl+Win+Tab   | Blijvende Flip 3D                   |
| Win+T          | Programma's bekijken vanaf taakbalk |
| Win+M          | Alles minimaliseren                 |
| Win+Shift+M    | Minimaliseren ongedaan maken        |
| Win+G          | Door zichtbare gadgets bladeren     |
| Win+Spatie     | Windows Sidebar tonen               |
| Win+1 t/m 0    | Snelstartitem 1 t/m 10 openen       |
| Win+D          | Bureaublad tonen                    |

## Windows Ultimate Extras
Voor Windows Vista Ultimate is het pakket Windows Ultimate Extras beschikbaar. Dit is de opvolger van Microsoft Plus! en is een uitbreidingspakket voor het besturingssysteem.

## Problemen
Vista heeft te kampen met een aantal problemen. Een belangrijk deel van de problemen is te wijten aan het feit dat software en ondersteuning van andere partijen niet up-to-date zijn met Vista. Vooral gamers klagen over compatibiliteitsproblemen, enerzijds omdat diverse games (nog) niet compatibel blijken met Vista en anderzijds omdat er vaak nog geen of gebrekkige drivers zijn voor de grafische kaarten (bijvoorbeeld die van nVidia - een populair merk onder gamers). Ook komen in deze fase nog veel problemen voor met de internetverbinding, ook weer door ontbrekende drivers (van de modems) of doordat de aanbieder (nog) geen ondersteuning biedt voor Vista. Ook zou Windows Vista leiden tot prestatieverlies bij het weergeven van complexe grafische beelden, zoals in First-Person Shooters. Door deze problemen wachtten veel gamers langdurig alvorens over te stappen naar Vista. Een overstap zou op langere termijn moeilijk te vermijden zijn, aangezien er steeds meer games werden uitgebracht voor DirectX 10, dat alleen werkt op Windows Vista of nieuwer. Gebleken is dat Windows Vista voor zwaardere 3D-games juist prestatieverhogend werkte. Veel gamers hebben uiteindelijk Vista in zijn totaliteit overgeslagen en hebben Windows 7 geïnstalleerd.
Een ander probleem zijn onverwijderbare e-mails die in Windows Mail achterblijven (spook-e-mails). Deze zijn niet te verwijderen of te verplaatsen. Microsoft heeft een update uitgebracht om dit probleem te verhelpen.
Gehoopt werd dat dit kinderziekten waren waarvan de meeste opgelost zouden worden met het verschijnen van het eerste servicepack op 16 april 2008.
Microsoft heeft een meldpunt van klachten geopend over Windows Vista en heeft toegegeven dat de kritiek op het besturingssysteem Vista terecht was.
Al met al is Windows Vista nog altijd niet populair. In april 2009 is Windows XP met een marktaandeel voor desktopcomputers van 62,2 procent nog steeds het meest gebruikte besturingssysteem, gevolgd door Windows Vista met 23,9 procent. Veel bedrijven en particulieren hebben Windows Vista overgeslagen en stappen langzaam over naar Windows 7, de opvolger die in oktober 2009 verscheen.

## Trivia
- Microsoft zou in 2004 alle code voor Vista weggegooid hebben, en opnieuw begonnen zijn vanaf nul, omdat de oude werkwijze te veel bugs opleverde.[12]
- Opvallend is dat er een nieuw soort foutmelding is, het zgn. "Red Screen of Death". Deze kwam alleen in de eerste betaversies voor en zou een 'vernieuwing' zijn op de huidige "blue screen of death" in alle bestaande Windows-versies. Deze vernieuwing is weer teruggedraaid, waardoor problemen weer worden gekenmerkt door het inmiddels vertrouwde blauw.
- Vele recensies hebben Vista direct vergeleken met het eerder door Apple uitgebrachte besturingssysteem Mac OS X 'Tiger' gezien de vele overeenkomsten tussen beide besturingssystemen zoals Windows Flip 3D (Windows) en de Exposé (Mac OS X).
- De evaluatieversie (zonder ingevoerde productcode) is, afhankelijk van het soort, 30 tot 90 dagen te gebruiken. Hierna kan men de software aanschaffen. Er zijn verschillende acties, waaronder bij aanschaf van een laptop of pc met de mediacenter-editie, een gratis upgrade naar Vista.
- Bij de ontwikkeling van de beveiliging van Windows Vista werkte Microsoft samen met de Amerikaanse veiligheidsdienst NSA.[13]
- De Nederlander Tjeerd Hoek is als director of interface design van Microsoft verantwoordelijk voor het ontwerp van Windows Vista.
- De pictogrammen van Aero zijn ontwikkeld door The Iconfactory.